# Уинуски (Вермонт)
Уинуски (англ. Winooski) — город в округе Читтенден в штате Вермонт в Соединённых Штатах Америки на берегу одноимённой реки. 
Согласно данным переписи населения США 2020 года, население города составляло 7 997 человек.

## История
В доколумбову эпоху, ещё в 750 году н. э., племя абенаки жило вдоль берегов каскадного водопада в плодородной речной долине, которую они называли Уиноскитегв, что означает «земля дикого лука». Южную границу Уинуски образует одноимённая река, которая также известна как Луковая река.

## География
По данным Бюро переписи населения США, общая площадь города составляет 1,5 квадратных мили (3,9 км2), из которых 0,1 квадратных мили (0,2 км2 или 5,3%) покрыто водой.